# Stamnodes splendorata
Stamnodes splendorata là một loài bướm đêm trong họ Geometridae.